# Zofia Czernicka
Zofia Czernicka (ur. 13 grudnia 1949 w Lublinie) – polska dziennikarka, prezenterka telewizyjna i konferansjerka, osobowość telewizyjna TVP.

## Życiorys
Z wykształcenia jest doktorem ekologii – ukończyła studia na Wydziale Architektury Krajobrazu na SGGW, doktorat w Instytucie Ekologii PAN. Zna cztery języki obce.
Dziennikarka i prezenterka telewizyjna w Telewizji Polskiej. Jest autorką filmów dokumentalnych i reportaży telewizyjnych oraz programów telewizyjnych. Przez 11 lat prowadziła cotygodniowy autorski program Antena w TVP1, przez 9 lat prowadziła program Świat kobiet w TVP2, Studio Lato TVP, Mój dekalog w TV Polonia.
Była prezenterką Festiwalu Polskich Filmów Fabularnych w Gdyni (do 1998). W 2000 obchodziła 20-lecie pracy zawodowej w TVP. Jest właścicielką agencji PR TASK Group.
W 1999 w Operze szczecińskiej wraz z Krzysztofem Kolbergerem wyreżyserowała spektakl „Królewna Śnieżka”.
Jest damą Orderu Uśmiechu, który otrzymała za pomoc dzieciom z polskich domów dziecka oraz za udział w akcjach charytatywnych na rzecz dzieci.
Należy do Stowarzyszenia Dziennikarzy Podróżników Globtroter.

## Życie prywatne
Była żoną lekarza prof. Zbigniewa Czernickiego oraz długoletnią partnerką dziennikarza redakcji sportowej Andrzeja Żmudy. Ma dwoje dzieci, oboje z zawodu są prawnikami.